# Jack Howells
Jack Howells, geboren als Thomas John Howells (* 2. Juli 1913 in Abertysswg, Wales; † 6. September 1990 in Penarth, South Glamorgan, Wales, Vereinigtes Königreich) war ein walisischer Lehrer mit einigen wenigen Ausflügen zur Dokumentarfilm-Regie und ein Oscar-Preisträger.

## Leben und Wirken
Howells hatte viele Jahre lang als Lehrer in seiner walisischen Heimat gewirkt und in dieser Zeit großes Interesse für Themen seines Landes entwickelt, die sich dokumentarfilmisch aufbereiten ließen. Er begann kurz nach Ende des Zweiten Weltkriegs als Regieassistent bei dem Lehrfilm Apples From Your Garden, den James Hill 1946 mit Rückendeckung durch das britische Landwirtschaftsministerium inszenierte. Seit Beginn der 1950er Jahre verfasste Howells die Manuskripte zu einer Reihe von zumeist kurzen Informations- und Dokumentarfilmen, seit 1952 führte er auch häufig Regie. Mit dem Drehbuch für das Drama Front Page Story lieferte Howells ein Jahr später auch erstmals einen Kinofilm mit Spielhandlung.
1961 drehte Howells sein wichtigstes Werk, den halbstündigen Dokumentarfilm Dylan Thomas, eine Ehrbekundung gegenüber dem berühmten gleichnamigen, walisischen Poeten und Dichter, der von dem walisischen Leinwandstar Richard Burton als Kommentator begleitet wurde. Bei der Oscarverleihung 1963 wurde dieser Film in der Kategorie „Bester Dokumentar-Kurzfilm“ mit dem Akademiepreis ausgezeichnet. Howells blieb bis zu Beginn der 1980er Jahre weiterhin filmisch aktiv, zuletzt für das walisische Fernsehen, ohne jedoch noch einmal einen ähnlichen Erfolg vorweisen zu können.

## Filmografie
als Drehbuchautor und/oder Regisseur von kurzen Dokumentarfilmen, wenn nicht anders angegeben
- 1950: Oil
- 1950: Transport
- 1951: Congo Harvest
- 1951: Oil for the 20th Century
- 1952: Grangemouth Project
- 1952: Here’s to the Memory
- 1953: Skid Kids
- 1953: Front Page Story (Kinospielfilm)
- 1954: Guilty Chimneys
- 1954: We Live by the River
- 1954. The Sea Shell Test Her
- 1955: We Found a Valley
- 1955: Across Great Waters
- 1956: Journey From the East (auch Produktion)
- 1959: Mountain Rescue
- 1960: New Neighbours
- 1960: Mine Shaft Sinking
- 1961: Dylan Thomas (auch Produktion)
- 1963: Jet Flight – Miami
- 1963: The Story of a Network (auch Produktion)
- 1965: Jet Travellers
- 1965: The World Still Sings
- 1967: New Neighbours
- 1970: Project Immingham
- 1970: Flame of the Future
- 1972: District Heating
- 1974: Return to Rhymney
- 1975: Westminster Abbey – A Heritage in Trust
- 1976: Scars
- 1978: The Quiet Ways of Wales Brecon and Monmouthshire Canal
- 1979: Sports Arena[03/05/79]
- 1981: High Flying Swans

## Einzelnachweis
1. ↑  Thomas John Howells auf findmypast.co.uk